# Kay Stammers
Katherine "Kay" Esther Stammers (St Albans, 3 de abril de 1914 - 23 de dezembro de 2005) foi uma tenista britânica. 